# Within a Mile of Home
Within a Mile of Home — третій студійний альбом американського гурту Flogging Molly, виданий 14 вересня 2004 року на SideOneDummy Records. Альбом досяг 20 місця у Billboard 200 та першого у чарті Independent Music. Платівка присвячена Джонні Кешу та Джо Страммеру.

## Список пісень
Автор музики і слів Flogging Molly. 
| #     | Назва                                       | Тривалість |
| ----- | ------------------------------------------- | ---------- |
| 1.    | «Screaming at the Wailing Wall»             | 3:41       |
| 2.    | «The Seven Deadly Sins»                     | 2:50       |
| 3.    | «Factory Girls» (за участі Люсінди Вільямс) | 3:51       |
| 4.    | «To Youth (My Sweet Roisin Dubh)»           | 3:17       |
| 5.    | «Whistles the Wind»                         | 4:32       |
| 6.    | «Light of a Fading Star»                    | 3:52       |
| 7.    | «Tobacco Island»                            | 5:17       |
| 8.    | «The Wrong Company»                         | 0:36       |
| 9.    | «Tomorrow Comes a Day Too Soon»             | 3:32       |
| 10.   | «Queen Anne's Revenge»                      | 3:06       |
| 11.   | «The Wanderlust»                            | 3:31       |
| 12.   | «Within a Mile of Home»                     | 3:53       |
| 13.   | «The Spoken Wheel»                          | 2:13       |
| 14.   | «With a Wonder and a Wild Desire»           | 3:40       |
| 15.   | «Don't Let Me Die Still Wondering»          | 4:17       |
| 52:08 |                                             |            |

## Цікаві факти
- пісня The Seven Deadly Sins присвячена Джо Страммеру;
- пісня Don't Let Me Die Still Wondering присвячена Джонні Кешу;
- пісня To Youth (My Sweet Roisin Dubh) увійшла до гри FIFA Football 2005;